# Zigurds Lanka
Zigurds Lanka (ur. 21 maja 1960) – łotewski szachista i trener szachowy, arcymistrz od 1992 roku.

## Kariera szachowa
Pierwsze sukcesy na arenie międzynarodowej zaczął odnosić w połowie lat 80. W roku 1986 podzielił I miejsce w turnieju B w Trnawie, zaś dwa lata później w tym mieście triumfował w turnieju C. W kolejnych latach odniósł szereg sukcesów, m.in. w Werfen (1989, dz. I m. wraz z m.in. Aleksandrem Sznajderem), Cannes (1992, dz. I m. wraz z Jozsefem Horvathem i 1995, dz. II m. wraz z Miso Cebalo, za Władimirem Łazariewem), Rydze (1993, mistrzostwa Łotwy, I m.), Calimanesti (1993, I m.), Genewie (1993, dz. I m. wraz z Jurijem Razuwajewem), Zillertal (1993, II m. za Geraldem Hertneckiem i 1997, dz. II m. za Drazenem Sermkiem, wraz z Ivanem Farago), Oberwart (1998, dz. I m. z Wjaczesławem Ejnhornem, Konstantinem Lernerem, Nikolausem Stancem, Ognjenem Cvitanem i Walterem Wittmannem), Hamburgu (2000, wraz z m.in. Jonny Hectorem, Dorianem Rogozenko i Ivanem Farago), Paryżu (2000, dz. I m wraz z m.in. Igorem Glekiem, Joelem Lautierem, Andriejem Szczekaczewem i Mladenem Palacem), Groningen (2002, I m.), Legnicy (2004, dz. I wraz z Jackiem Stopą), Hamburgu (2005, I m.), Kilonii (2005, dz. I m. wraz z Davidem Baramidze i 2007, dz. I m. wspólnie z Michaiłem Kopyłowem oraz w Hamburgu (2008, dz. I m. wspólnie z Ahmedem Adly i Dorianem Rogozenko).
W latach 90. należał do podstawowych zawodników reprezentacji Łotwy: dwukrotnie (1992, 1994) uczestniczył w szachowych olimpiadach, trzykrotnie (1992, 1997, 1999) - w drużynowych mistrzostwach Europy, natomiast w roku 1993 - w drużynowych mistrzostwach świata.
Najwyższy ranking w karierze osiągnął 1 stycznia 1997 r., z wynikiem 2575 punktów zajmował wówczas 2. miejsce (za Edvinsem Kengisem) wśród łotewskich szachistów.